# Peter Herrmann (Komponist)
Peter Herrmann (* 19. Dezember 1941 in Chemnitz; † 28. Oktober 2015) war ein deutscher Komponist und Hochschullehrer.

## Leben

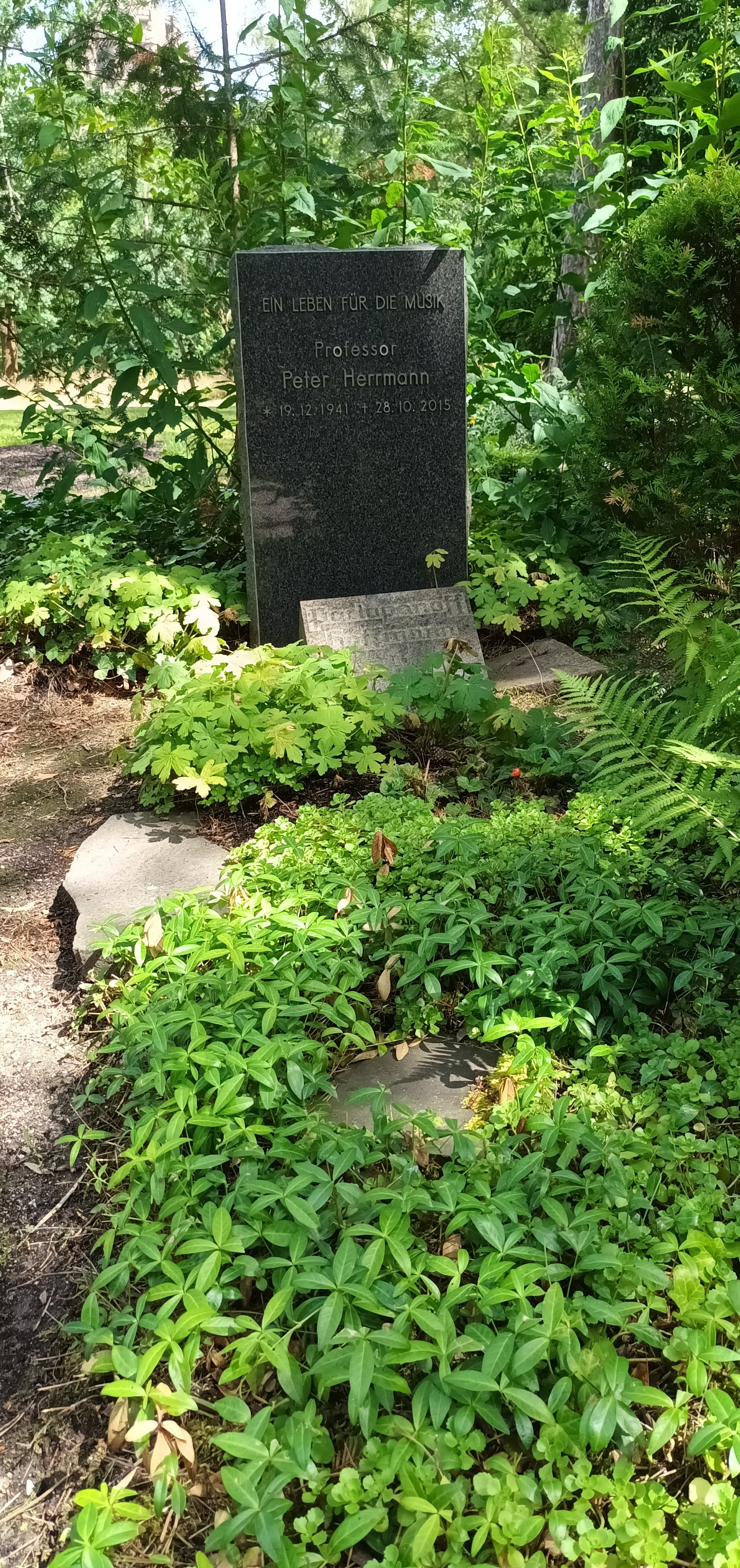
Grabstätte Peter Herrmann

Herrmann wurde 1941 in Chemnitz geboren. Von 1956 bis 1960 studierte er Violine am Robert-Schumann-Konservatorium Zwickau. Von 1960 bis 1965 studierte er Violine und Komposition an der Hochschule für Musik „Felix Mendelssohn Bartholdy“ Leipzig bei Fritz Geißler und Wilhelm Weismann. Im Jahr 1965 erhielt er den zweiten Preis beim Internationalen Kompositionswettbewerb „Prager Frühling“. Von 1965 bis 1967 war er Mendelssohn Stipendiat des Ministeriums für Kultur der DDR. Ab 1967 lehrte er an der Theaterhochschule Leipzig. Im Jahr 1969 wurde er Assistent für Komposition, Instrumentation und Formenanalyse an der Leipziger Musikhochschule. Im selben Jahr erhielt er den Kunstpreis der Stadt Leipzig. Zehn Jahre später erhielt er dann den Kunstpreis der DDR und den Hanns-Eisler-Preis von Radio DDR II. Ordentlicher Professor für Komposition wurde er 1984. Von 1984 bis 1987 war er Rektor der Leipziger Musikhochschule.
Peter Herrmann wurde auf dem Südfriedhof in Leipzig beerdigt.

## Schüler
- Thomas Christoph Heyde
- Stephan König
- Andrés Maupoint

## Filmmusik
- 1971: Zeichner – Zeuge – Zeitgenosse